# Laugenblumen
Die Laugenblumen (Cotula), auch Fiederpolster genannt, sind eine Pflanzengattung innerhalb der Familie der Korbblütler (Asteraceae). Sie ist hauptsächlich auf der Südhalbkugel verbreitet; einzige in Mitteleuropa vorkommende Art ist die Krähenfüßige Laugenblume (Cotula coronopifolia).

## Beschreibung

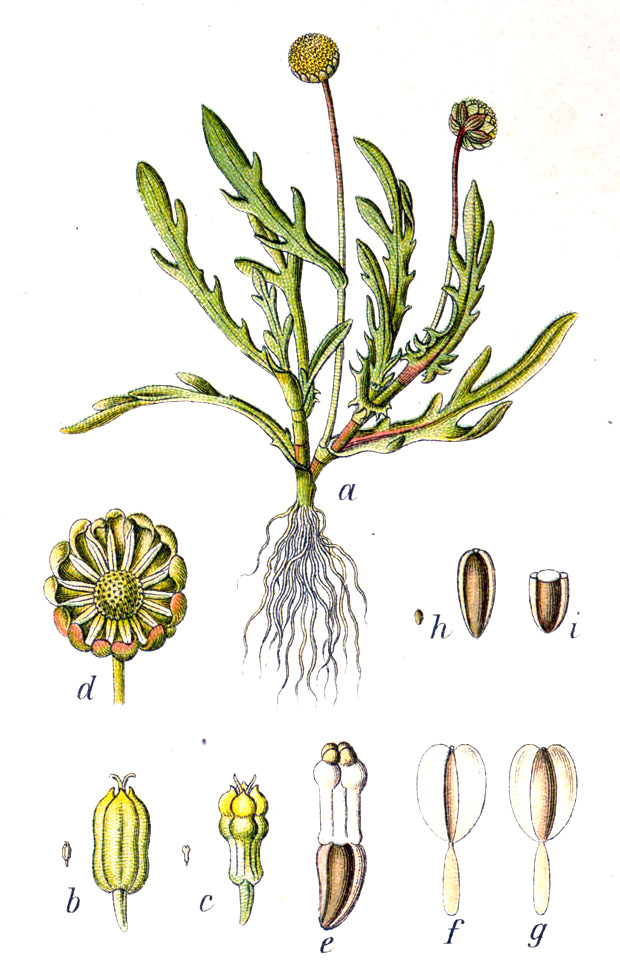
Illustration der Krähenfüßigen Laugenblume (Cotula coronopifolia)

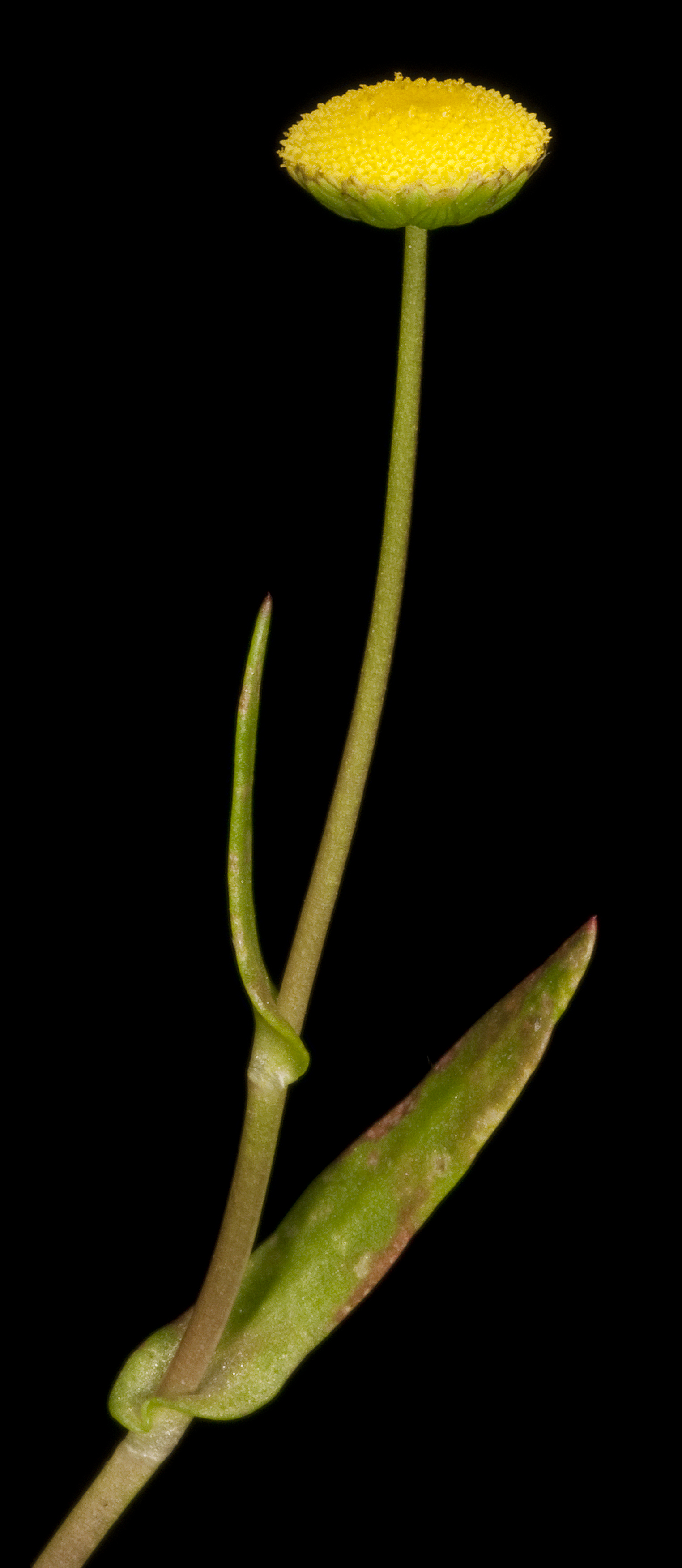
Cotula cotuloides

### Vegetative Merkmale
Die Cotula-Arten sind einjährige bis ausdauernde, krautige Pflanzen. Ihre meist wechselständigen und scheidig-stängelumfassenden, selten gegenständigen Laubblätter sind etwas fleischig, tief fiederteilig und selten ganzrandig.

### Generative Merkmale
Die körbchenförmigen Blütenstände enthalten meist nur Röhrenblüten. Sie sind mehr- bis vielblütig und stehen einzeln, end- oder achselständig, am Ende längerer Stängel. Zur Blütezeit stehen sie mehr oder weniger aufrecht. Die Hüllblätter stehen in ein oder zwei Reihen und sind nicht laubblattartig. Der Körbchenboden ist flach, gewölbt oder kegelförmig, besitzt keine Spreublätter, und ist kahl oder behaart. Die Blüten sind gestielt, haben keinen Pappus und haben eine gelbe Krone. Die Randblüten sind weiblich, ihre Krone ist klein und oft verkümmert. Die inneren Blüten sind zwittrig oder funktionell männlich, ihre Krone ist röhrig, abgeflacht und vierzipfelig.
Die Achänen sind abgeflacht und besitzen keinen Pappus.
Die Chromosomengrundzahlen betragen x = 8, 9 oder 10.

## Systematik und Verbreitung
Die Gattung Cotula wurde durch Carl von Linné in Species Plantarum, Tomus 2, 1753, Seite 891 und Genera Plantarum, 5. Auflage, Seite 868 aufgestellt. Der Gattungsname Cotula leitet sich vom griechischen Wort kotyle für „Becher, Napf, Schälchen“ ab, dies bezieht sich auf die stängelumfassenden Laubblätter, die einem Napf ähneln.
Die Gattung Cotula gehört zur Subtribus Cotulinae aus der Tribus Anthemideae in der Unterfamilie Asteroideae innerhalb der Familie Asteraceae. Die frühere Sektion Cotula sect. Leptinella (Cass.) Hook. f. ist eine eigene Gattung Leptinella Cass..
Die Gattung Cotula ist hauptsächlich auf der Südhalbkugel verbreitet: ihr Schwerpunkt liegt in der Capensis und anderen Gebieten des südlichen Afrikas, Australien (sieben Arten) sowie Neuseeland. In der anderen Teilen Afrikas und in Asien kommen nur wenige Arten vor, beispielsweise Ostafrika und zwei Arten kommen in China vor. Die Krähenfüßige Laugenblume (Cotula coronopifolia) ist in vielen Gebieten der Welt ein Neophyt. Die ursprünglich in der Neotropis vorkommenden Arten wurden in andere Gattungen gestellt.

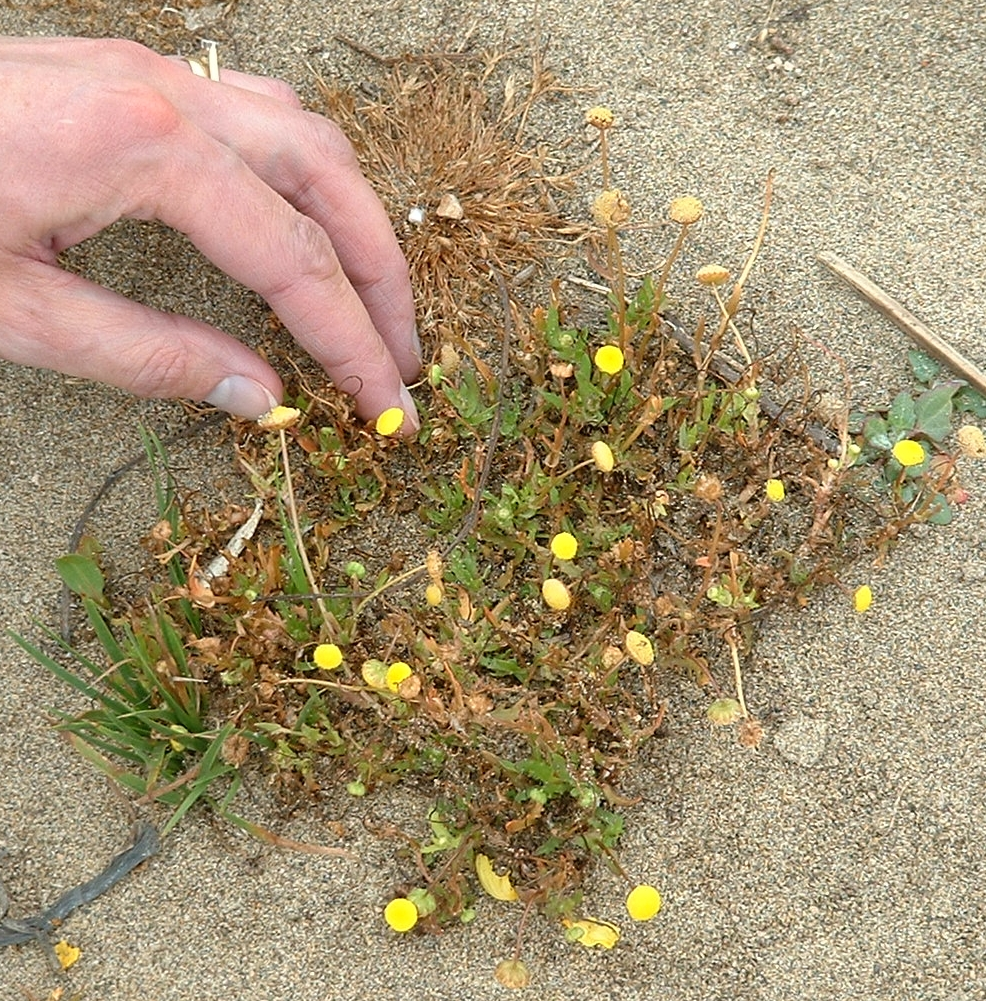
Krähenfüßige Laugenblume (Cotula coronopifolia)

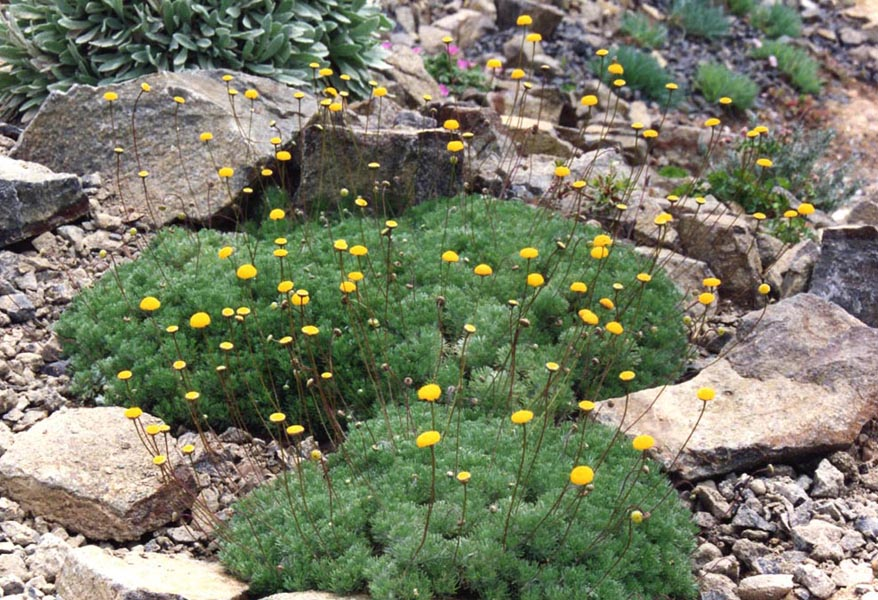
Habitus von Cotula hispida

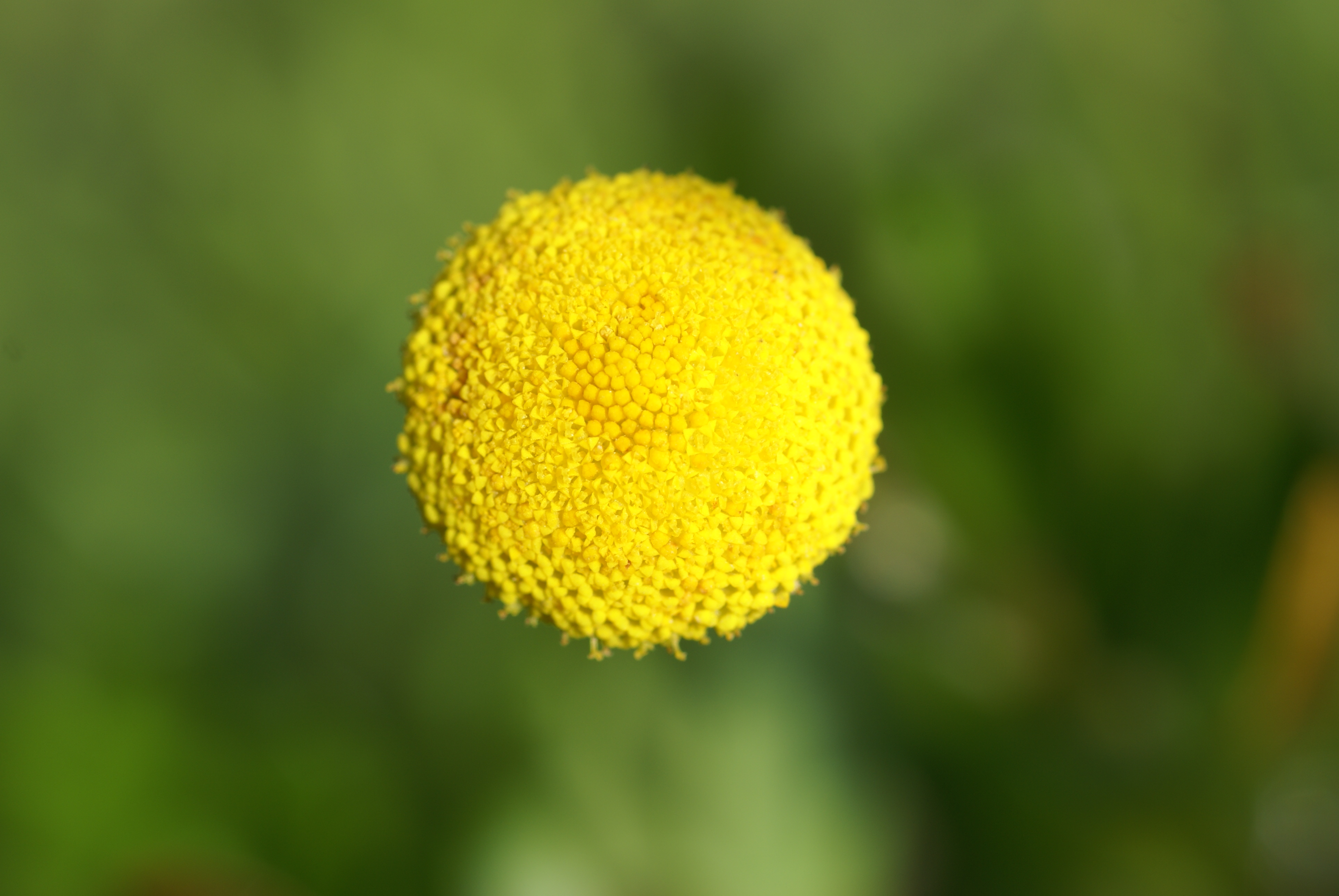
Blütenkorb von Cotula leptalea

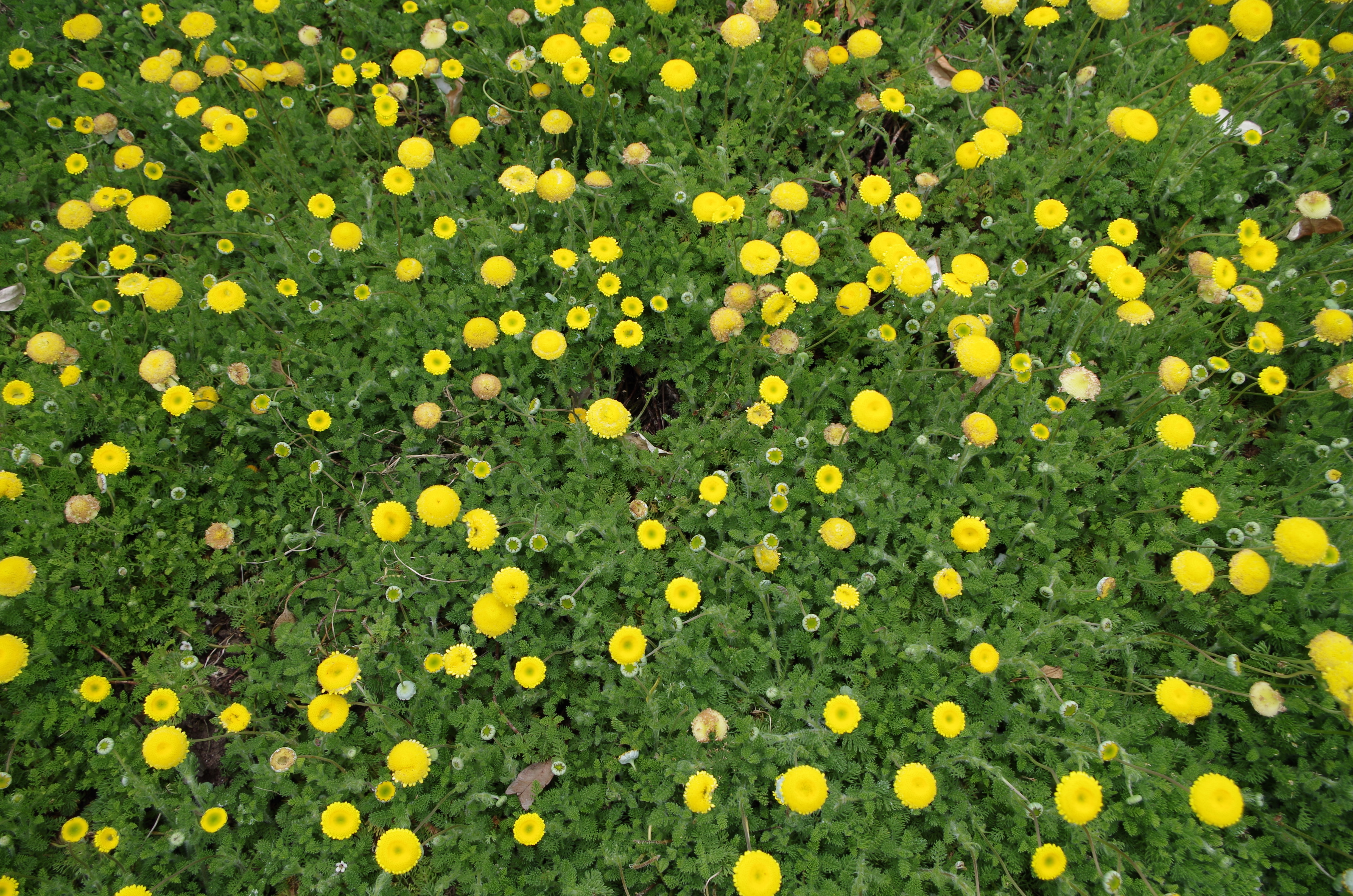
Cotula lineariloba

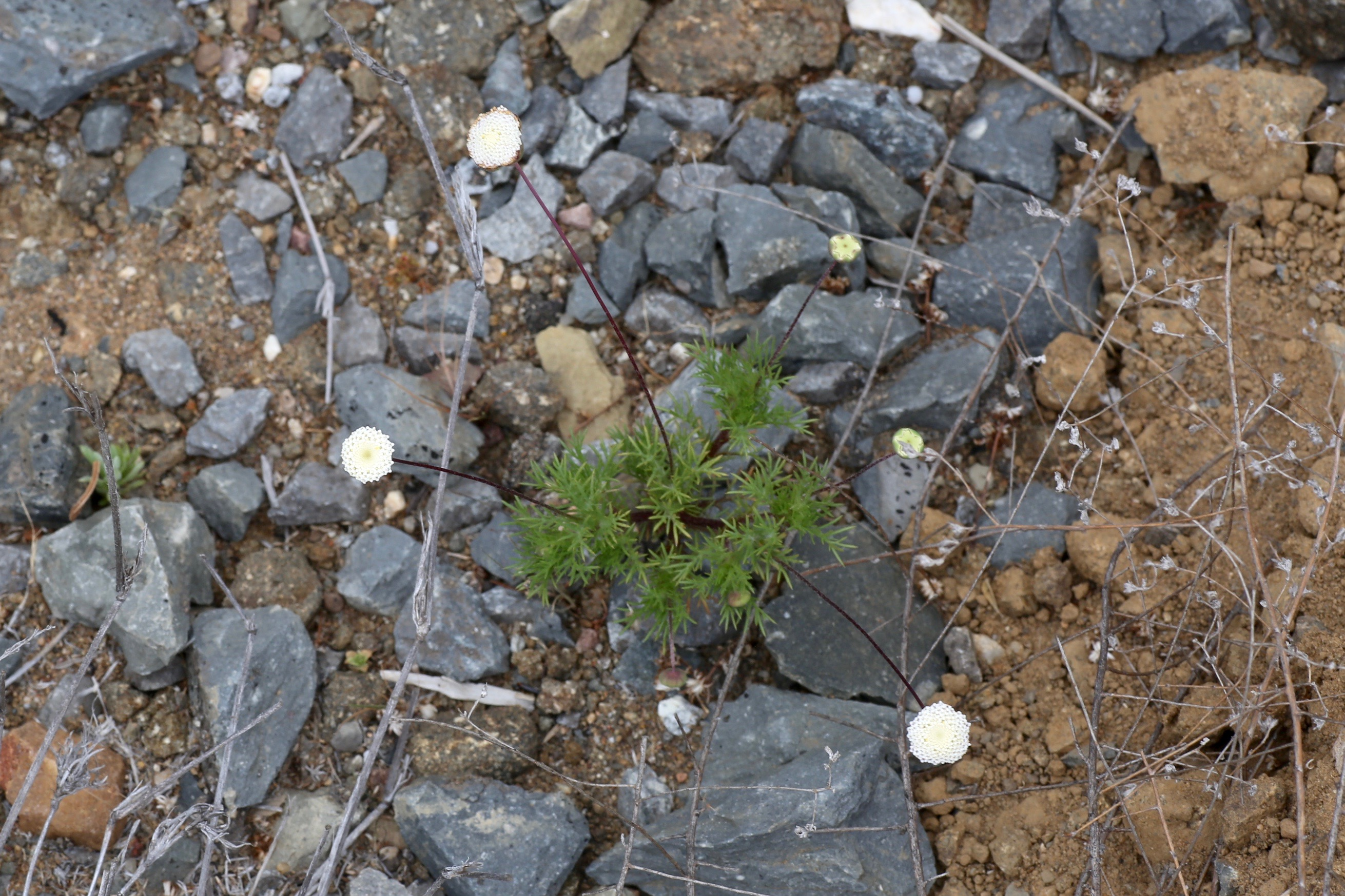
Cotula nudicaulis

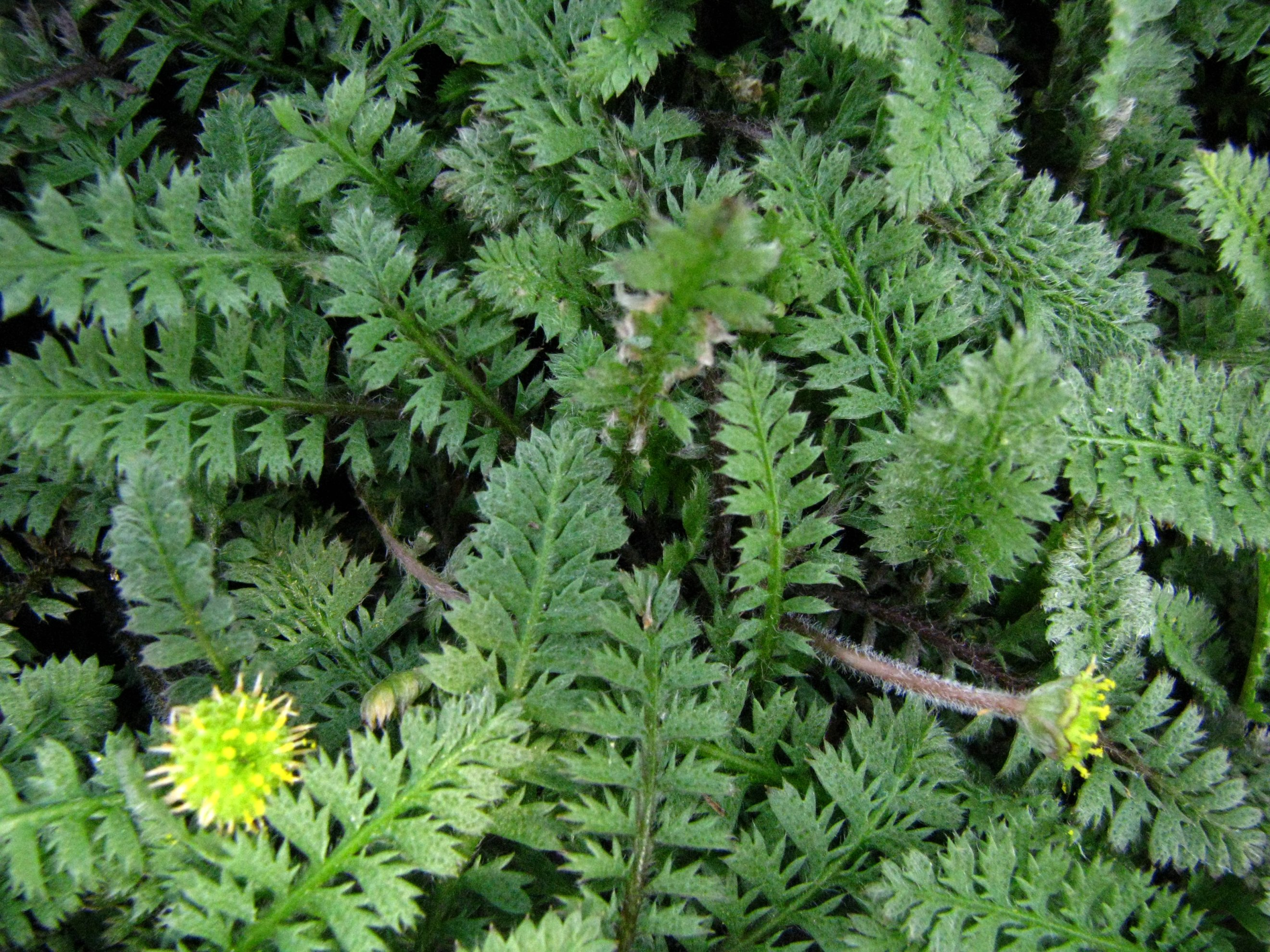
Laubblätter und Blütenkörbe von Cotula squalida

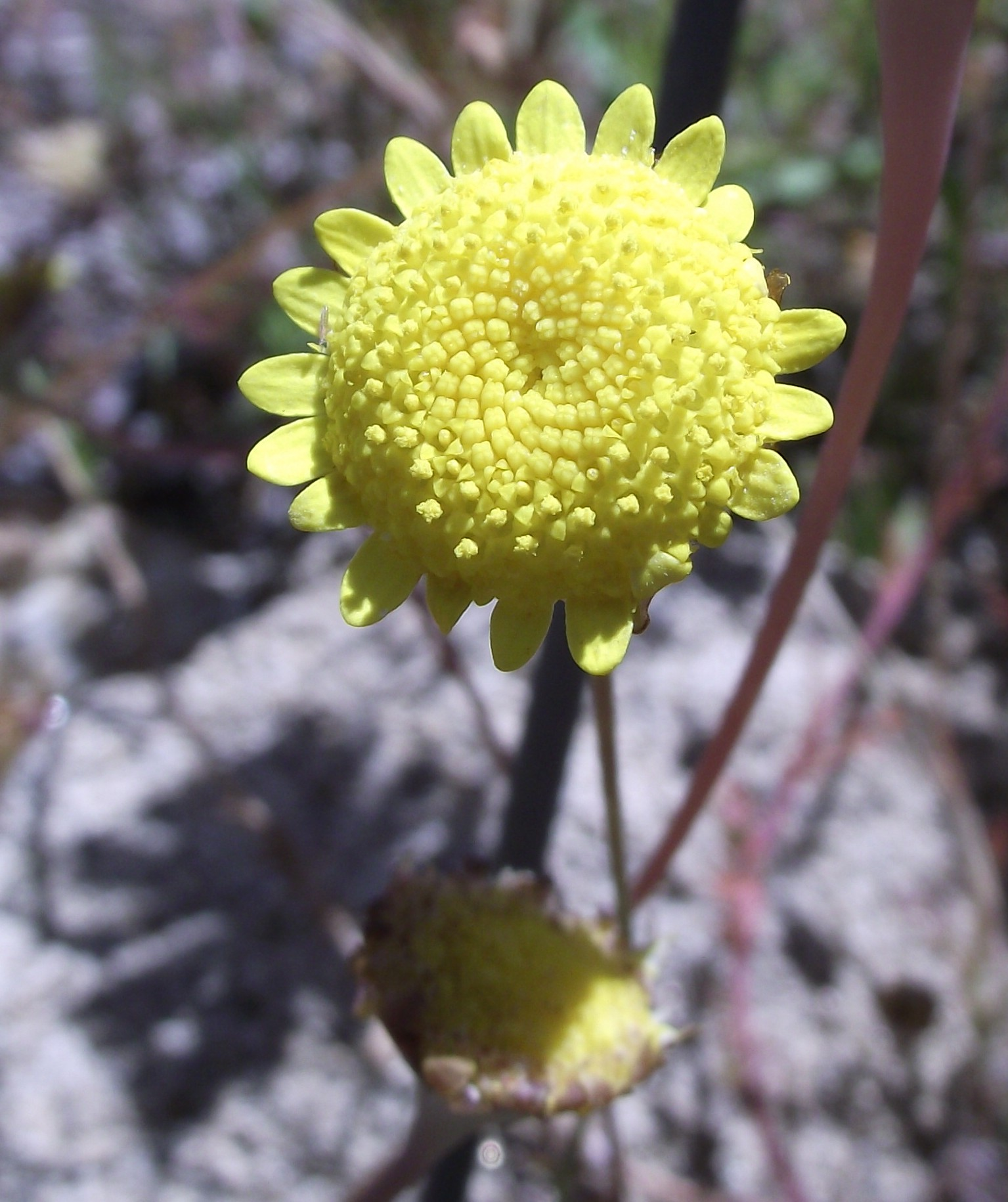
Blütenkorb von Cotula turbinata im Detail

Es gibt je nach Autor 50 bis 62 Cotula-Arten:
- Cotula abyssinica Sch.Bip. ex A.Rich.: Sie ist von Eritrea, Äthiopien, Kenia, im Sudan, in Tansania, Uganda bis zur Demokratischen Republik Kongo verbreitet.[7]
- Cotula alpina (Hook. f.) Hook. f.: Sie kommt in Australien in New South Wales, Victoria, im Australian Capital Territory und Tasmanien vor[8][9] und ist in Großbritannien ein Neophyt.[10]
- Cotula andreae (E.Phillips) K.Bremer & Humphries: Diese seltene Art ist nur von zwei Fundorten in den Hex River Bergen und Klein Swartberg Bergen im Westkap bekannt. Ihre Bestände gelten als stabil.[6]
- Cotula anthemoides L.: Sie kommt in Afrika, auf der Arabischen Halbinsel, Ägypten, Irak, Indien, Nepal, Pakistan, Kambodscha, Laos, Myanmar, China, Vietnam und Thailand vor.[4][7][6]
- Cotula australis (Sieber ex Spreng.) Hook. f.: Sie ist in weiten Teilen Australiens, in Neuseeland, Madagaskar und im südlichen Afrika verbreitet.[11][7][6] Sie ist beispielsweise auf den Kanarischen Inseln, in Großbritannien, Frankreich[4] und in der Schweiz[12] ein Neophyt.[7]
- Cotula barbata DC.: Sie kommt in den südafrikanischen Provinzen West- und Nordkap vor.[6]
- Cotula bipinnata Thunb. (Syn.: Cotula oxyodonta DC., Cotula oxyodonta var. major DC.): Sie kommt von Namaqualand und dem Bokkeveld Escarpment bis Malmesbury sowie Wellington in den südafrikanischen Provinzen West- und Nordkap vor.[13][6] Sie ist beispielsweise in Australien ein Neophyt.[9]
- Cotula ceniifolia DC.: Sie kommt im Westkap vor.[6]
- Cotula cinerea Delile: Sie kommt in Marokko, Algerien, Tunesien, Libyen, Ägypten, im Sudan, in Äthiopien, Mali, Mauretanien und Saudi-Arabien vor.[4]
- Krähenfüßige Laugenblume (Cotula coronopifolia L.):Sie kommt im südlichen Afrika von Angola über Namibia bis Südafrika vor. Sie ist an den Küsten Dänemarks, Deutschlands und der Niederlande sowie in Australiens[9], Neuseelands, Nord- und Südamerikas ein Neophyt.[14][8][4]
- Cotula coronopifolia L. (Syn.: Cotula bracteolata E.Mey. ex DC., Cotula integrifolia Burch., Cotula montevidensis Spreng): Sie ist in Angola, Namibia und Südafrika verbreitet.[13][6]
- Cotula cotuloides (Steetz) Druce (Syn.: Cotula gymnogyne F.Muell. ex Benth.: ): Sie kommt nur in Western Australia vor.[9]
- Cotula cryptocephala Sch.Bip. ex A.Rich.: Sie kommt von Äthiopien bis Kenia vor.[7]
- Cotula dielsii Muschl.: Sie kommt in der südafrikanischen Provinz Nordkap vor.[6]
- Cotula discolor (DC.) J.C.Manning & Mucina (Syn.: Cotula mariae K.Bremer & Humphries): Sie gedeiht an den Küsten von Mossel Bay bis East London in den südafrikanischen Provinzen West- sowie Ostkap.[6]
- Cotula duckittiae (L.Bolus) K.Bremer & Humphries: Von diesem Endemiten sind nur zehn Fundorte nur von Yzerfontein bis Bokbaai im Westkap bekannt. Die Bestände nehmen durch Landwirtschaft und Invasive Arten ab.[6]
- Cotula eckloniana (DC.) Levyns (Syn.: Cotula pedunculata (Schltr.) E.Phillips): Diese Art hat etwa 50 % ihres ursprünglichen Areals durch menschlichen Einfluss verloren. Sie kommt nur von Lambert’s Bay südwärts entlang der Küste bis zur Kaphalbinsel und der Agulhas Ebene im Westkap vor.[13][6]
- Cotula filifolia Thunb.: Sie kommt an der Küste von Hondeklipbaai bis zur Kaphalbinsel und der Agulhas Ebene im Nord- sowie Westkap vor.[13][6]
- Cotula goughensis R.N.R.Br.: Dieser Endemit kommt nur auf der Gough-Insel vor.[7]
- Cotula hemisphaerica Wall. ex Benth. & Hook. f.: Sie kommt in Bhutan, Indien, Nepal, Pakistan, Taiwan und in den chinesischen Provinzen Hubei sowie Sichuan vor.[15]
- Cotula heterocarpa DC.: Sie kommt in den südafrikanischen Provinzen West- sowie Ostkap vor.[6]
- Cotula hispida (DC.) Harv.: Sie kommt im südlichen Afrika in Lesotho und in den südafrikanischen Provinzen Ostkap, Free State, Gauteng, KwaZulu-Natal sowie Mpumalanga vor.[6]
- Cotula kotschyi Benth. & Hook. f.: Sie kommt im Süd-Sudan vor.[7]
- Cotula laxa DC.: Sie kommt im Nordkap vor.[6]
- Cotula leptalea DC.: Sie kommt in den südafrikanischen Provinzen KwaZulu-Natal, Nord- sowie Westkap vor.[6]
- Cotula lineariloba (DC.) Hilliard (Syn.: Cotula sericea Thunb. non L. f.): Sie kommt Lesotho und in den südafrikanischen Provinzen KwaZulu-Natal, Nord- sowie Westkap vor.[6]
- Cotula loganii Hutch.: Sie ist nur von einer alten Aufsammlung im Jahre 1928 aus dem Nordkap bekannt.[6]
- Cotula macroglossa Bolus ex Schltr.: Sie kommt im Westkap vor.[6]
- Cotula melaleuca Bolus ex Schltr.: Sie kommt im Westkap vor.[6]
- Cotula membranifolia Hilliard: Sie kommt in den südafrikanischen Provinzen KwaZulu-Natal sowie Ostkap vor.[6]
- Cotula microglossa (DC.) O.Hoffm. & Kuntze ex Kuntze: Sie ist in den südafrikanischen Provinzen Free State, Gauteng, North West, Nord-, Ost- sowie Westkap verbreitet.[6]
- Cotula montana Compton: Sie kommt im Westkap vor.[6]
- Cotula moseleyi Hemsl.: Dieser Endemit kommt nur auf der Insel Tristan da Cunha vor.[7]
- Cotula myriophylloides Harv.: Von dieser gefährdeten Wasserpflanze sind nur zwei, vielleicht drei, voneinander stark isolierte Fundorte bekannt. Die Bestände sind vielfältig bedroht. Sie kommt ursprünglich von der Kaphalbinsel bis zur Plettenberg Bay im Westkap vor.[13][6]
- Cotula nigellifolia (DC.) K.Bremer & Humphries: Die zwei Varietäten kommen in Südafrika vor.[6]
- Cotula nudicaulis Thunb.: Sie kommt in den südafrikanischen Provinzen Nord- sowie Westkap vor.[6]
- Cotula paludosa Hilliard: Dieser Endemit kommt in den Gipfelregionen der Drakensberge in der Gegend des Sani-Passes an Grenze zwischen KwaZulu-Natal und Lesotho und südwärts bis zum Barkley-East-Distrikt im Ostkap. Es sind noch weniger als zehn Fundorte bekannt, Die Bestände nehmen durch Habitatdegradation fortlaufend ab.[6]
- Cotula paradoxa Schinz: Sie kommt im Westkap vor.[6]
- Cotula pedicellata Compton: Sie kommt vom zentralen Namaqualand bis Knersvlakte und im Tal des Olifants River im Nord- sowie Westkap vor.[6]
- Cotula pterocarpa DC.: Sie ist nur von einer Aufsammlung vor über 100 Jahren im Westkap bekannt. Vermutlich ist sie ausgestorben oder sogar keine gültig beschriebene Art.[6]
- Cotula pusilla Thunb.: Es sind noch acht bis zehn Fundorte bekannt. Sie kommt im Westkap von Clanwilliam südwärts entlang der Küste bis zur Kapebene und Caledon vor, vielleicht reicht ihr Areal ostwärts bis Ladismith. Die Bestände nehmen fortlaufend ab.[13][6]
- Cotula pyrethrifolia Hook. f.: Sie kommt in Neuseeland vor.[4]
- Cotula radicalis (Killick & Claassen) Hilliard & B.L.Burtt: Sie kommt in Lesotho und KwaZulu-Natal vor.[6]
- Cotula sericea L. f.: Diese seltene Art kommt nur auf den Gipfeln hoher Berge in Koue Bokkeveld im Westkap vor. Die Bestände sind stabil.[6]
- Cotula socialis Hilliard: Sie kommt in Lesotho und den südafrikanischen Provinzen KwaZulu-Natal sowie Ostkap vor.[6]
- Cotula sororia DC.: Sie kommt in den südafrikanischen Provinzen Nord-, Ost- sowie Westkap vor.[6]
- Cotula tenella E.Mey. ex DC.: Sie kommt in den südafrikanischen Provinzen Nord- sowie Westkap vor.[6]
- Cotula thunbergii Harv.: Sie kommt in den südafrikanischen Provinzen Nord- sowie Westkap vor.[6]
- Cotula turbinata L.: Sie kommt in den südafrikanischen Provinzen Ost- sowie Westkap vor.[6] Sie ist beispielsweise in Australien ein Neophyt.[9]
- Cotula villosa DC.: Sie kommt in den südafrikanischen Provinzen Ost- sowie Westkap vor.[6]
- Cotula vulgaris Levyns (Syn.: Cotula filifolia var. decumbens Harv.): Sie kommt von Hondeklipbaai bis zur Kaphalbinsel und ostwärts bis Uitenhage in den südafrikanischen Provinzen Nord-, Ost- sowie Westkap vor.[13][6]
- Cotula zeyheri Fenzl: Sie kommt in den südafrikanischen Provinzen Nord-, Ost- sowie Westkap vor.[6]

Nicht mehr zur Gattung Cotula gehören die Arten der frühere Sektion Cotula sect. Leptinella, die in eine eigene Gattung Leptinella Cass., die etwa 34 Arten enthält, gestellt werden, beispielsweise:
- Cotula squalida (Hook. f.) Hook. f. → Leptinella squalida Hook. f.[4]

Nicht mehr zur Gattung Cotula gehören die Arten der Gattung Soliva Ruiz & Pav., die etwa sechs neotropische Arten enthält, beispielsweise:
- Cotula mexicana (DC.) Cabrera → Soliva mexicana (DC.): Sie ist in der Neotropis verbreitet.[7]